# Список эпизодов мультсериала «Железный Человек: Приключения в броне»
Список серий мультсериала Железный человек: Приключения в броне (2009), основанного на комиксах о Железном человеке, издательства Marvel Comics.

## Обзор сезонов
| Сезон | Серии | Серии | Даты показа    | Даты показа     |
| Сезон | Серии | Серии | Первая серия   | Последняя серия |
| ----- | ----- | ----- | -------------- | --------------- |
| 1     | 26    | 26    | 24 апреля 2009 | 18 января 2010  |
| 2     | 26    | 26    | 13 июля 2011   | 25 июля 2012    |

## Серии

### Сезон 1 (2009—2010)
| № в сезоне | Название                                                                    | Дата выхода в США |
| --- | --------------------------------------------------------------------------- | ----------------- |
| 1 | «Как закалялась сталь. Часть первая» «Iron, Forged in Fire: Part 1»         | 24 апреля 2009    |
| Как только юный гений Тони Старк заканчивает разработку бронированного костюма Железного Человека, весь его мир рушится. Его отец убит, его дом далеко, и всё в его жизни круто изменилось. В поисках истины, Тони примеряет броню, используя помощь своих друзей Роди и Пеппер. |                                                                             |                   |
| 2 | «Как закалялась сталь. Часть вторая» «Iron, Forged in Fire: Part 2»         | 24 апреля 2009    |
| Тони чувствует, что Обадайа Стэйн, новый глава Старк Интэрнэшнл, причастен к смерти его отца. Подозрения Тони усиливаются, когда он узнаёт, что Стэйн превращает изобретения его отца, известные как Земляные Буры, в мощное оружие. При расследовании этой ситуации, Железный Человек вынужден противостоять мистическому персонажу по имени Мандарин.                                                      |                                                                             |                   |
| 3 | «Тайны и ложь» «Secrets and Lies»                                           | 1 мая 2009        |
| После того, как Тони захвачен секретной организацией, он узнаёт, что отчим Джина имеет к этому некоторое отношение. |                                                                             |                   |
| 4 | «Холодная война» «Cold War»                                                 | 8 мая 2009        |
| Несмотря на предостережения Роди, Тони вступает в союз с человеком, называющим себя Буран. Желая разобраться с Обадайей Стэйном, Тони чувствует, что новое товарищество будет ему выгодно. Но тот ли человек Буран, за которого он себя выдаёт? |                                                                             |                   |
| 5 | «Хлыст» «Whiplash»                                                          | 15 мая 2009       |
| Пеппер и её отца преследует производитель оружия Мистер Фикс. Тони должен спасти ситуацию, и в то же время не раскрыть секрет Железного Человека. Однако, эта задача становится почти невыполнимой, когда Мистер Фикс вводит в действие своего агента по имени Хлыст. |                                                                             |                   |
| 6 | «Железный Человек против Красного Динамо» «Iron Man vs. the Crimson Dynamo» | 22 мая 2009       |
| Иван Ванко, учёный, который был брошен в космосе два года назад, аварийно приземлился в Нью-Йорке. Выживший благодаря защитному костюму с названием "Красный Динамо", Ванко жаждет отомстить людям, которые послали его в космос и бросили там — секретному проекту Пегас. Ещё одна миссия Железного Человека — остановить Красного Динамо и не дать ему разрушить проект Пегас.                             |                                                                             |                   |
| 7 | «Распад» «Meltdown»                                                         | 29 мая 2009       |
| Дилемма между нормальной подростковой жизнью и Железным Человеком становится слишком обременительной для Тони. Решив, что школа ему больше не нужна, Тони хочет посвятить всё своё время спасению мира в облике Железного Человека. Но когда появляется новый злодей по имени Живой Лазер, Тони узнаёт, что по завещанию отца он обязан получить образование, чтобы стать владельцем Старк Интэрнэшнл        |                                                                             |                   |
| 8 | «Экскурсия» «Field Trip»                                                    | 5 июня 2009       |
| Тони пробирается в Старк Интэрнэшнл с помощью своей новой Невидимой Брони. К несчастью, у брони заканчивается заряд энергии, и Тони вынужден оставить её в Старк Интэрнэшнл . Когда Тони выгоняют из здания, Роди и Пеппер должны помочь вернуть броню прежде, чем тайна Железного Человека будет раскрыта.                                                                                                  |                                                                             |                   |
| 9 | «Урок Древней Истории» «Ancient History 101»                                | 5 июня 2009       |
| Поиск древних Маклуанских Колец для Тони и его друзей оборачивается опасным приключением, когда вдруг в подземном древнем Храме оживают стражи Колец, Грозные рыцари. |                                                                             |                   |
| 10 | «Готовься, целься, огонь!» «Ready, A.I.M., Fire»                            | 24 июля 2009      |
| Во время школьной ярмарки вакансий к Тони втирается в доверие один из лидеров организации А.И.М. (Адаптивные Идеи в Механике). Предлагая свою помощь, Тони тем же самым обретает нового врага по имени Контроллер. Под управление Контроллера попадают друзья Тони, но Железный Человек должен со всем справиться и спасти ситуацию.                                                                         |                                                                             |                   |
| 11 | «Маскарад» «Masquerade»                                                     | 31 июля 2009      |
| Когда вдруг Обадайа Стэйн начинает себя вести странно и неестественно, Тони желает в этом разобраться. Оказалось, что это Мадам Маска, злодейка, меняющая свой внешний вид, изображала из себя Обадайу. И она имеет новую цель: Железный Человек. Теперь Тони должен очистить имя Железного Человека после того, как полиция объявляет его в розыск за преступления, совершённые Мадам Маской в его обличье. |                                                                             |                   |
| 12 | «Во власти гнева» «Seeing Red»                                              | 7 августа 2009    |
| Проект "Пегас" под управлением Обадайи Стэйна создаёт модернизированную версию Красного Динамо. При помощи Динамо они захватывают Железного Человека и начинают исследование его брони. После того, как Роди и Пеппер вызволяют Железного Человека, Тони жаждет мести. На этот раз Железный Человек побеждает Красного Динамо при помощи своего нового костюма — Брони Разрушителя.                          |                                                                             |                   |
| 13 | «Догони и отними» «Hide and Seek»                                           | 14 августа 2009   |
| Когда Тони и Джин находят третье маклуанское кольцо, они спорят как именно нужно поступить с ним и новым испытанием. Взяв инициативу в свои руки, Джин неожиданно освобождает хранителя кольца, Робота. Железный Человек пытается задержать Робота, но вынужден ещё и бороться с возвратившимся Мандарином.                                                                                                  |                                                                             |                   |
| 14 | «Человек и Железный Человек» «Man and Iron Man»                             | 21 августа 2009   |
| Мистер Фикс снабжает Хлыста новым оружием, которое поражает костюм Железного Человека. Сочетание этого поражения с обновлением системы брони приводит к её неуправляемости. Когда Броня начала действовать самостоятельно, Тони оказался заперт внутри неё. Не найдя способа выбраться, Тони боится, что он навсегда будет закован внутри Железного Человека.                                                |                                                                             |                   |
| 15 | «Добыча Пантеры» «Panther's Prey»                                           | 28 августа 2009   |
| Идя по следу Мозеса Магнума к тайной штаб-квартире А.И.М., Железный Человек встречается с Чёрной Пантерой, который тоже охотится на Магнума. Надеясь на объединение усилий, Железный Человек предлагает Чёрной Пантере помощь. К сожалению, Пантера охотится лишь на Магнума и угрожает раскрыть секрет Железного Человека, если тот встанет на его пути.                                                    |                                                                             |                   |
| 16 | «Игры с лазером» «Fun with Lasers»                                          | 4 сентября 2009   |
| Железный Человек встаёт на защиту Земли, когда Живой Лазер угрожает ей с космического телескопа. Однако, вскоре Ник Фьюри и Щ.И.Т. связываются с Тони и требуют не мешать. Не зная, кому доверять, Тони стоит перед выбором, решать ли задачу самому. |                                                                             |                   |
| 17 | «Погоня за Призраком» «Chasing Ghosts»                                      | 18 сентября 2009  |
| Наёмный убийца Призрак преследует Тони Старка. Мадам Маска украдкой пытается защитить его. Опасаясь, что его друзья тоже могут пострадать, Тони старается уберечь их от беды. Но Призрак похищает Уитни Стэйн, и Тони вынужден обратиться к своим друзьям за помощью. |                                                                             |                   |
| 18 | «Не бросайте Пэппер!» «Pepper, Interrupted»                                 | 25 сентября 2009  |
| Благодаря своему любопытству, Пэппер очутилась в самом эпицентре столкновения между преступными кланами Тонг и Маджия. Юный Мандарин, чтобы не раскрыть себя и спасти Пэппер, вынужден обратиться за помощью к единственному, кто может в этой ситуации помочь — Железному Человеку. Но ниндзя из клана Тонг уже почуяли подвох...                                                                           |                                                                             |                   |
| 19 | «Технопожиратель» «Technovore»                                              | 9 октября 2009    |
| Тони, создав зловещий вирус под названием Технопожиратель, уверен, что всё в порядке и беспокоиться не о чем. Однако, вирус растёт и становится угрозой для Железного Человека. |                                                                             |                   |
| 20 | «Мир в огне» «World on Fire»                                                | 16 октября 2009   |
| Ведётся поиск четвёртого Маклуанского Кольца. Джин вспоминает свою мать и данное ему с рождения право на трон Мандарина. Огненный Хранитель Кольца удерживает Пэппер и Роуди внутри активного вулкана, готового взорваться в любую минуту, а Железный Человек пытается освободить от него своих друзей. |                                                                             |                   |
| 21 | «Созданный для Хаоса» «Designed Only for Chaos»                             | 23 октября 2009   |
| А.И.М. использует умирающего Живого Лазера для запуска новейшего создания — разумного организма, созданного для завоевания М.О.Д.О.К. Железный Человек не может побороть мозговые атаки М.О.Д.О.К.а. и это побуждает Живого Лазера помочь Тони и спасти ему жизнь. |                                                                             |                   |
| 22 | «Не парься, будь счастлив!» «Don't Worry, Be Happy»                         | 13 ноября 2009    |
| После того, как Тони позволил Роуди надеть костюм Железного Человека, чтобы попробовать полетать в нём, костюм попадает в руки Хэппи Хогана. Теперь, Тони должен помочь Хогану нарушить планы Маджии, в то же время не раскрывая своего секрета. |                                                                             |                   |
| 23 | «Неуправляемый» «Uncontrollable»                                            | 18 января 2010    |
| Контроллер использует мальчика по имени Рик Джонс, чтобы заставить Халка отомстить А.И.М. Вмешавшись в происходящее, Железный Человек сам попадает под управление Контроллера и только Халк сможет остановить злодея. |                                                                             |                   |
| 24 | «Перед употреблением охладить» «Best Served Cold»                           | 20 ноября 2009    |
| Обадайя Стэйн призывает на помощь Тони, чтобы тот помог вылечить его дочь Уитни. Зная о том, что необходимый для создания лекарства элемент находится в заброшенном арктическом лагере Старк Интернэшнл, Железный Человек направляется туда. Не в силах сидеть на месте и ждать, Стэйн заставляет Бурана также отправиться за полярный круг.                                                                 |                                                                             |                   |
| 25 | «Захватывающие истории. Часть первая» «Tales of Suspense: Part 1»           | 28 ноября 2009    |
| Шенг, отчим Джина Хана и бывший Мандарин, берёт в плен Тони и его друзей, чтобы получить все пять маклуанских колец. Пробудившийся хранитель пятого кольца, могучий дракон Фин Фэнг Фум становится для друзей серьёзной проблемой. Смогут ли Тони и Джин справиться без помощи костюма Железного Человека или остальных маклуанских колец?                                                                   |                                                                             |                   |
| 26 | «Захватывающие истории. Часть вторая» «Tales of Suspense: Part 2»           | 28 ноября 2009    |
| Облачённый в костюм Боевой Машины, Роуди прибывает как раз вовремя, чтобы спасти своих друзей от хранителя пятого кольца, дракона Фин Фэнг Фум. Теперь эта схватка становится ещё более эпической, Железный Человек и Боевая Машина меряются силами с драконом и Мандарином. |                                                                             |                   |

### Сезон 2 (2011—2012)
| № в сезоне | Название | Дата выхода в США |
| --- | --- | ----------------- |
| 1 | «Непобедимый Железный Человек. Часть 1: Крах» «The Invincible Iron Man Part 1: Disassembled»                                                                           | 13 июля 2011      |
| После многомесячного перерыва Тони снова вынужден стать Непобедимым Железным Человеком, когда тайный босс Мистера Фикса заказывает похищение Джастина Хаммера и Обадайи Стэйна. | |                   |
| 2 | «Непобедимый Железный Человек. Часть 2: Возрождение» «The Invincible Iron Man Part 2: Reborn»                                                                          | 20 июля 2011      |
| В тот момент, когда Тони ранен, а компании его отца грозит опасность, Железный Человек вынужден надеть свою новую Броню Номер Два и плечом к плечу с Боевой Машиной драться с объединёнными силами Бурана, Хлыста и Мистера Фикса, нанятых загадочным боссом. | |                   |
| 3 | «Путь к свету» «Look Into the Light» | 27 июля 2011      |
| В попытке заново материализовать Живого Лазера, Мистер Фикс разделяет его надвое — одна половина ищет помощи у Железного Человека, а другая угрожает всей Земле. | |                   |
| 4 | «Призрак в системе» «Ghost In The Machine» | 3 августа 2011    |
| Обадайя Стэйн нанимает Призрака, чтобы тот помог ему заполучить броню Железного Человека. | |                   |
| 5 | «Битва броней» «Armor Wars» | 10 августа 2011   |
| Обадайя Стэйн использует украденные у Тони чертежи для массового производства супергеройских костюмов. Железному Человеку остаётся только одно — дискредитировать детища Стэйна в глазах жителей города. | |                   |
| 6 | «Линия огня» «Line of Fire» | 17 августа 2011   |
| Расследуя серию атак на Хаммер Мультинэшнл, Тони выясняет, что Старк Интэрнэшнл причастен к гражданской войне. | |                   |
| 7 | «Титаниум против Железа» «Titanium Versus Armor» | 25 августа 2011   |
| Новое детище Хаммера сильно повреждает Боевую Машину, а броню Железного Человека разрушает. | |                   |
| 8 | «Мощь Дума» «The Might of Doom» | 17 октября 2011   |
| Доктор Дум приезжает в Нью-Йорк, чтобы забрать украденные чертежи Железного Человека. Тони должен во что бы то ни стало помешать ему. | |                   |
| 9 | «Ястреб и Паук» «The Hawk and the Spider» | 24 октября 2011   |
| Железный Человек пытается остановить Соколиного Глаза и Чёрную Вдову, когда те крадут чип интерфейса из Старк Интэрнэшнл. Ситуация усложняется, когда чип попадает в руки Титанового Человека. | |                   |
| 10 | «Представляем: Железный Торговец» «Enter: Iron Monger» | 31 октября 2011   |
| Стэйн завершает создание Железного Дельца, так что Тони и Роуди приходится биться с ним не на жизнь, а на смерть. | |                   |
| 11 | «Беглец Щ.И.Т.а» «Fugitive of S.H.I.E.L.D.» | 7 ноября 2011     |
| Ник Фьюри обращается за помощью к Железному Человеку после похищения с вертоносца Щ.И.Т.а секретных данных, но коварная Чёрная Вдова подставляет Железного Человека и тем самым делает его врагом Ника Фьюри и его организации. | |                   |
| 12 | «Все лучшие люди – сумасшедшие» «All the Best People are Mad» | 26 ноября 2011    |
| Завистливая Рона превращает Академию Будущего в смертельный лабиринт ловушек для Тони и его одноклассников, в то время как её брат-близнец Энди оказывается также в смертельной опасности. | |                   |
| 13 | «Тяжелый характер» «Heavy Meattle» | 26 ноября 2011    |
| После увольнения Стейна из Старк Интернешнл, он узнает, кем является Железный человек. Обадия крадет броню Iron Monger, чтобы уничтожить Тони Старка раз и навсегда. Это будет великая битва, которая включает себя и коварного Человека-Титаниума (Titanium Man). | |                   |
| 14 | «Поиски Мандарина» «Mandarin's Quest» | 29 февраля 2011   |
| Мандарин возвратился и ему нужна помощь Тони для поиска 8-го кольца. Тони отказывается, но когда Мандарин пообещал рассказать правду об отце Старка, они объединяют силы. | |                   |
| 15 | «Неприятельский захват» «Hostile Takeover» | 7 марта 2011      |
| Когда Хаммер выкупает Stark International, оставшийся без гроша Тони клянется, что не пред чем не остановиться, пока мир не узнает, каким Хаммер является на самом деле – злым гением преступного мира! | |                   |
| 16 | «Екстремис» «Extremis» | 14 марта 2011     |
| Когда Агента Маллена уволили из Щ.И.Та, он принимает супер-сыворотку “Extremis” и мутирует в сильного маньяка, жаждущего мести. Сможет ли Железный Человек остановит такого мощного противника? | |                   |
| 17 | «Икс-фактор» «X-Factor» | 21 марта 2011     |
| Анна, новая подруга Тони, оказывается бежавшим от Магнето мутантом . Железный Человек пытается защитить её, но как же ему сражаться с властителем металла? | |                   |
| 18 | «Железный Человек 2099. Кроме своего путешествия во времени супер-броня не предназначена для спасения, вместо этого она может уничтожить Тони Старка!» «Iron Man 2099» | 28 марта 2011     |
| В будущем, внук Тони Старка Андрос(Andros) | |                   |
| 19 | «Перезагрузка» «Control-Alt-Delete» | 28 марта 2012     |
| Контроллер, жаждущий мести, разработал тщательно продуманный план массового подчинения города с помощью новой виртуальной технологии "Центральный процессор". Тони в конце концов понимает, что находится в виртуальном городе Контроллера, который безнадежно обезумел после их последней встречи. Он хочет, чтобы каждый стал частью "Центрального процессора". Железный Человек разрушает виртуальный город байт за байтом, перенося себя в реальный мир, где он сражается с Контроллером как человек с человеком. | |                   |
| 20 | «Судный день» «Doomsday» | 13 июня 2012      |
| Железный Человек объединяется со своим врагом Мандарином, чтобы остановить Доктора Дума, прежде чем тот захватит девятое кольцо и отца Тони. | |                   |
| 21 | «Крах Джастина Хаммера» «The Hammer Falls» | 20 июня 2012      |
| Стараясь защитить свою компанию от Старков, становящийся всё более и более безумным Джастин Хаммер натравливает Титанового Человека на своих бывших пособников и разрабатывает зловещий зомби-газ. | |                   |
| 22 | «Ярость Халка» «Rage of the Hulk» | 27 июня 2012      |
| Сбежавший ученый Брюс Бэннер разыскивает Старка, чтобы просить о помощи. Во время атаки беглеца армией Щ.И.Т.а Железный Человек сражается с ними и защищает Халка, а затем укрощает его гнев. | |                   |
| 23 | «Железный Делец жив!» «Iron Monger Lives» | 04 июля 2012      |
| Тони и его отец Говард пришли навестить Обадайю Стэйна в больницу и обнаружили, что бывший магнат исчез. Тони отчаянно пытается найти его, но прежде начинают происходить весьма странные события. Роуди и Пэппер стараются убедить Уитни оказать им помощь в поисках её отца, но всё это уже будет напрасно. | |                   |
| 24 | «Семя Дракона» «The Dragonseed» | 11 июля 2012      |
| Пэппер становится новым героем в броне — Спасительницей, и присоединяется к Железному Человеку и Боевой Машине, чтобы выследить Мандарина в Китае, где чужеземный Маклуанский Хранитель раскрывает шокирующую правду о кольцах! | |                   |
| 25 | «Маклуанское вторжение, часть 1» «The Makluan Invasion, Part One» | 18 июля 2012      |
| Обладая всеми десятью кольцами, Мандарин собирается править миром, но вместо этого он случайно подаёт сигнал чужеземному флоту Маклуанского Повелителя атаковать планету Земля! Смогут ли Железный Человек, Боевая Машина, Спасительница, Джин и Щ.И.Т. остановить эту новую угрозу? | |                   |
| 26 | «Маклуанское вторжение, часть 2» «The Makluan Invasion, Part Two» | 25 июля 2012      |
| С помощью Джина на борту маклуанского корабля и Говарда Старка в оружейной, Железный Человек, Боевая Машина и Спасительница должны объединиться с Ником Фьюри, Соколиным Глазом, Чёрной Вдовой, Чёрной Пантерой и Халком, чтобы уберечь Землю от злого Маклуанского Повелителя! | |                   |